# Transit O-6
Transit O-6 – amerykański wojskowy satelita nawigacyjny; szósty statek Transit serii operacyjnej.
Stanowił część systemu nawigacji dla okrętów podwodnych US Navy przenoszących pociski balistyczne typu UGM-27 Polaris. Zbudowany przez Naval Avionics Facility. Przestał działać po jedenastu miesiącach, z powodu awarii niewłaściwie zamontowanych podzespołów.
Satelita pozostaje na orbicie okołoziemskiej, której trwałość szacuje się na 1000 lat.